# Juan Carlos (Fußballspieler, 1990)
Juan Carlos Pérez López (* 30. März 1990 in Madrid), kurz Juan Carlos, ist ein spanischer Fußballspieler.

## Karriere
Juan Carlos spielte schon in jungen Jahren in der Fußballakademie Escuela de Fútbol Madrid Oeste Boadilla in Boadilla del Monte. Im Sommer 2007 wechselte der damals 17-jährige in den Nachwuchs von Real Madrid. Zu Beginn der Saison 2009/10 stieg der linke Flügelspieler in die Zweitmannschaft des Klubs Real Madrid Castilla auf und beendete sie mit 11 Toren als bester Schütze des Teams. Am 3. Oktober 2010 feierte er im Ligaspiel gegen Deportivo La Coruña sein Debüt in der A-Mannschaft, nachdem er in der 78. Minute für Ángel Di María eingewechselt wurde. Im Sommer 2011 verpflichtete der portugiesische Klub Sporting Braga den Flügelspieler und verlieh ihn für eine Saison an Real Saragossa. In der folgenden Spielzeit wechselte Juan Carlos, erneut auf Leihbasis, zu Betis Sevilla. Real Madrid behielt bis Juni 2014 eine Rückkaufoption, zog diese jedoch nicht. Nachdem er für zwei Spielzeiten an Betis Sevilla ausgeliehen wurde, kehrte er nach 2014 zum FC Braga zurück und wurde für die folgende Saison an den FC Granada verliehen. In der darauffolgenden Saison wurde er für zwei Jahre an den FC Málaga aus der Primera División verliehen. Im Anschluss wechselte er fest nach Málaga. Im September 2020 schloss er sich Panathinaikos Athen an. Mit Panathinaikos konnte Juankar 2022 und 2024 den griechischen Vereinspokal gewinnen. 

### Nationalmannschaft
Am 24. März 2011 feierte Juan Carlos gegen Frankreich sein Debüt in der Spanischen U-21-Nationalmannschaft.